# Balmhorn
Balmhorn é uma montanha dos Alpes Berneses, na Suíça. Tem 3698 m de altitude e 1022 m de proeminência topográfica. Fica na fronteira entre os cantões de Berna e Valais.